# Atzingo, Veracruz
Atzingo är en ort i Mexiko.   Den ligger i kommunen Mixtla de Altamirano och delstaten Veracruz, i den sydöstra delen av landet, 240 km öster om huvudstaden Mexico City. Atzingo ligger 828 meter över havet och antalet invånare är 399.
Terrängen runt Atzingo är kuperad åt nordväst, men åt sydost är den bergig. Runt Atzingo är det ganska tätbefolkat, med 199 invånare per kvadratkilometer. Närmaste större samhälle är Zongolica, 5,9 km nordväst om Atzingo. I omgivningarna runt Atzingo växer huvudsakligen savannskog.